# قائمة أنواع الدوريان
يوجد عدة أنواع من جنس الدوريان:
- دوريان أوكسلياني (الاسم العلمي: Durio oxleyanus)
- دوريان بروناي (الاسم العلمي: Durio bruneiensis)
- دوريان بكارياني (الاسم العلمي: Durio beccarianus)
- دوريان بنفسجي (الاسم العلمي: Durio purpureus)
- دوريان بورمي (الاسم العلمي: Durio burmanicus)
- دوريان بوكترياني (الاسم العلمي: Durio bukitrayaensis)
- دوريان بينانجياني (الاسم العلمي: Durio pinangianus)
- دوريان حاد الورق (الاسم العلمي: Durio acutifolius)
- دوريان حرشفي كبير (الاسم العلمي: Durio macrolepis)
- دوريان حلو (الاسم العلمي: Durio dulcis)
- دوريان روزيرواني (الاسم العلمي: Durio rosayroanus)
- دوريان زبادي (الاسم العلمي: Durio zibethinus)
- دوريان سلحفاتي (الاسم العلمي: Durio testudinarius)
- دوريان سمين (الاسم العلمي: Durio crassipes)
- دوريان سناني (الاسم العلمي: Durio lanceolatus)
- دوريان سنغابوري (الاسم العلمي: Durio singaporensis)
- دوريان سيلاني (الاسم العلمي: Durio ceylanicus)
- دوريان شديد الرائحة (الاسم العلمي: Durio graveolens)
- دوريان عالي (الاسم العلمي: Durio excelsus)
- دوريان عديم اللحيمة (الاسم العلمي: Durio exarillatus)
- دوريان غريفيتي (الاسم العلمي: Durio griffithii)
- دوريان كبير الأوراق (الاسم العلمي: Durio macrophyllus)
- دوريان كبير الزهر (الاسم العلمي: Durio grandiflorus)
- دوريان كوتاياني (الاسم العلمي: Durio kutejensis)
- دوريان كينابالي (الاسم العلمي: Durio kinabaluensis)
- دوريان لواني (الاسم العلمي: Durio lowianus)
- دوريان مانسوني (الاسم العلمي: Durio mansonii)
- دوريان مستطيل (الاسم العلمي: Durio oblongus)
- دوريان مشابه (الاسم العلمي: Durio affinis)
- دوريان ملاكاني (الاسم العلمي: Durio malaccensis)
- دوريان منقلب (الاسم العلمي: Durio carinatus)
- دوريان ناعم الثمار (الاسم العلمي: Durio lissocarpus)
- دوريان ويات-سميثي (الاسم العلمي: Durio wyatt-smithii)
- دوريان كبير السداة (الاسم العلمي: Durio macrantha)